# Osiedle Kasztanowe (Sieradz)
Osiedle Kasztanowe – osiedle zlokalizowane jest pomiędzy ulicami Armii Krajowej, alejami: Grunwaldzką i Jana Pawła II.
Osiedle obejmuje obszar 27 225 m². Budowę pierwszego budynku mieszkalnego rozpoczęto w 1983. Zakończenie budowy mieszkalnej na osiedlu nastąpiło w 1985.
W 1988 rozpoczęto na osiedlu budowę przedszkola. Inwestycja zakończona została w 1989. W kolejnych latach kontynuowano budowę infrastruktury osiedlowej - pawilony handlowo-usługowe.
Według stanu na dzień 31 grudnia 1998 na osiedlu było:
- 15 budynków,
- 662 mieszkania,
- powierzchnia lokali mieszkalnych - 35 348,55 m² + 99,60 m²,
- łączna powierzchnia użytkowa - 35 448,15 m².